# Cameraria agrifoliella
Cameraria agrifoliella är en fjärilsart som först beskrevs av Braun 1908.  Cameraria agrifoliella ingår i släktet Cameraria och familjen styltmalar. Inga underarter finns listade i Catalogue of Life.

## Bildgalleri

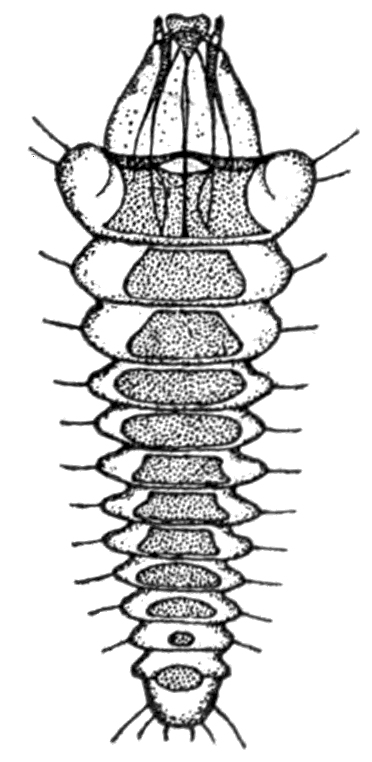